# ستانيسلاف بوش
ستانيسلاف بوش (بالأوكرانية: Богуш Станіслав Олександрович)‏ هو لاعب كرة قدم أوكراني في مركز حراسة المرمى، ولد في 25 أكتوبر 1983 في زاباروجيا في أوكرانيا. شارك مع منتخب أوكرانيا تحت 19 سنة لكرة القدم ومنتخب أوكرانيا تحت 21 سنة لكرة القدم ومنتخب أوكرانيا لكرة القدم. أما مع النوادي، فقد لعب مع أرسنال كييف ودينامو كييف وميتالوره زابورجيا ونادي فورسكلا بولتافا.

## وصلات خارجية
- ستانيسلاف بوش على موقع اتحاد أوكرانيا (الإنجليزية)
- ستانيسلاف بوش على موقع قاعدة بيانات كرة القدم.إي يو (الإنجليزية)
- ستانيسلاف بوش على موقع ناشيونال فوتبول تيمز (الإنجليزية)
- ستانيسلاف بوش على موقع Soccerway.com (الإنجليزية)
- ستانيسلاف بوش على موقع عالم كرة القدم.نت (الإنجليزية)
- ستانيسلاف بوش على موقع AS.com (الإسبانية)